# 阿里猪笼草
阿里猪笼草（学名：Nepenthes × alisaputrana），又名豹纹猪笼草（Leopard Pitcher-Plant）是由豹斑猪笼草（N. burbidgeae）和马来王猪笼草（N. rajah）杂交得到的自然杂交种，仅存在于婆罗洲沙巴的基纳巴卢山。其得名于沙巴公园信托局前董事长拉姆里·阿里。其亲本都生长于猪山海拔1930至1950米处。

## 植物学史
1992年,J·H·亚当和C·C·威尔科克描述了阿里猪笼草。仅已知其分布于基纳巴卢国家公园内海拔约2000米的贫瘠地区。

## 形态特征
阿里猪笼草继承了父母本双方的性状，特别是它继承了马来王猪笼草捕虫笼巨大的尺寸。马来王猪笼草其他的杂交种都没有可以与之媲美的捕虫笼。阿里猪笼草区别于豹斑猪笼草的特点是，其唇更宽，笼盖更大。而区别于马来王猪笼草的特点是，其笼盖的结构不同，毛被为棕色且较短，唇较窄且更接近于圆柱形，捕虫笼的颜色通常为黄绿色并具红色或棕色的斑点。因此，安西娅·飞利浦和安东尼·兰姆也将阿里猪笼草称为“豹纹猪笼草”。阿里猪笼草的唇为绿色至暗红色，具紫色的条纹。叶片为略呈盾形。阿里猪笼草很善于攀爬，很容易产生上位笼。
阿里猪笼草的形态更接近马来王猪笼草，但它们之间的区别也很大，一般不会将它们混淆。不过，这样的错误仍发生过，阿德里安·斯莱克的所著的《食虫植物与种植》（Insect-Eating Plants and How to Grow Them）中的马来王猪笼草，实为阿里猪笼草。

## 分类关系
| 酚类化合物和无色花青苷在豹斑猪笼草、马来王猪笼草和阿里猪笼草中的分布状况                                                                                 |    |    |    |    |    |    |    |   |             |
| 种群 | 1  | 2  | 3  | 4  | 5  | 6  | 7  | 8 | 样本        |
| 豹斑猪笼草 | 3+ | ++ | 3+ | 3+ | -  | =  | -  | - | Jumaat 2484 |
| 马来王猪笼草 | -  | -  | +  | ±  | ++ | ++ | 3+ | + | Jumaat 2443 |
| 阿里猪笼草 | +  | ++ | 3+ | 3+ | +  | ++ | 3+ | + | Jumaat 2442 |
| 阿里猪笼草（离体） | +  | ++ | 3+ | 3+ | +  | ++ | +  | + |             |
| 注释： 1：酚酸；2：鞣花酸；3：槲皮素；4：山柰酚；5：木犀草素；6：未知类黄酮1；7：未知类黄酮3；8：花色素。±：非常弱；+：弱；++：强；3+：非常强；-：不存在 |    |    |    |    |    |    |    |   |             |

2002年，植物生化素筛查和色谱法被用于研究存在于阿里猪笼草及其假定亲本中的酚类化合物和无色花青苷。该研究基于九份干燥的叶片标本。其包含8个色谱分析项，分别为酚酸、黄酮醇、黄酮类、无色花青苷、未知类黄酮1和未知类黄酮3。这些物质在阿里猪笼草、豹斑猪笼草和马来王猪笼草中的分布状况如表。同时，还对阿里猪笼草的一个组织培养样品进行了测试。
在豹斑猪笼草组织中未发现木犀草素、花青素和未知类黄酮3，未知类黄酮1的含量极少。阿里猪笼草样本的色谱图呈现出与其假定的亲本互补。
在这个分析中没有涉及杨梅素。这与之前其他研究者的研究一致，而对像杨梅素这样并不是广泛存在于猪笼草属植物中的化合物进行检测可以提供更多的鉴定依据。

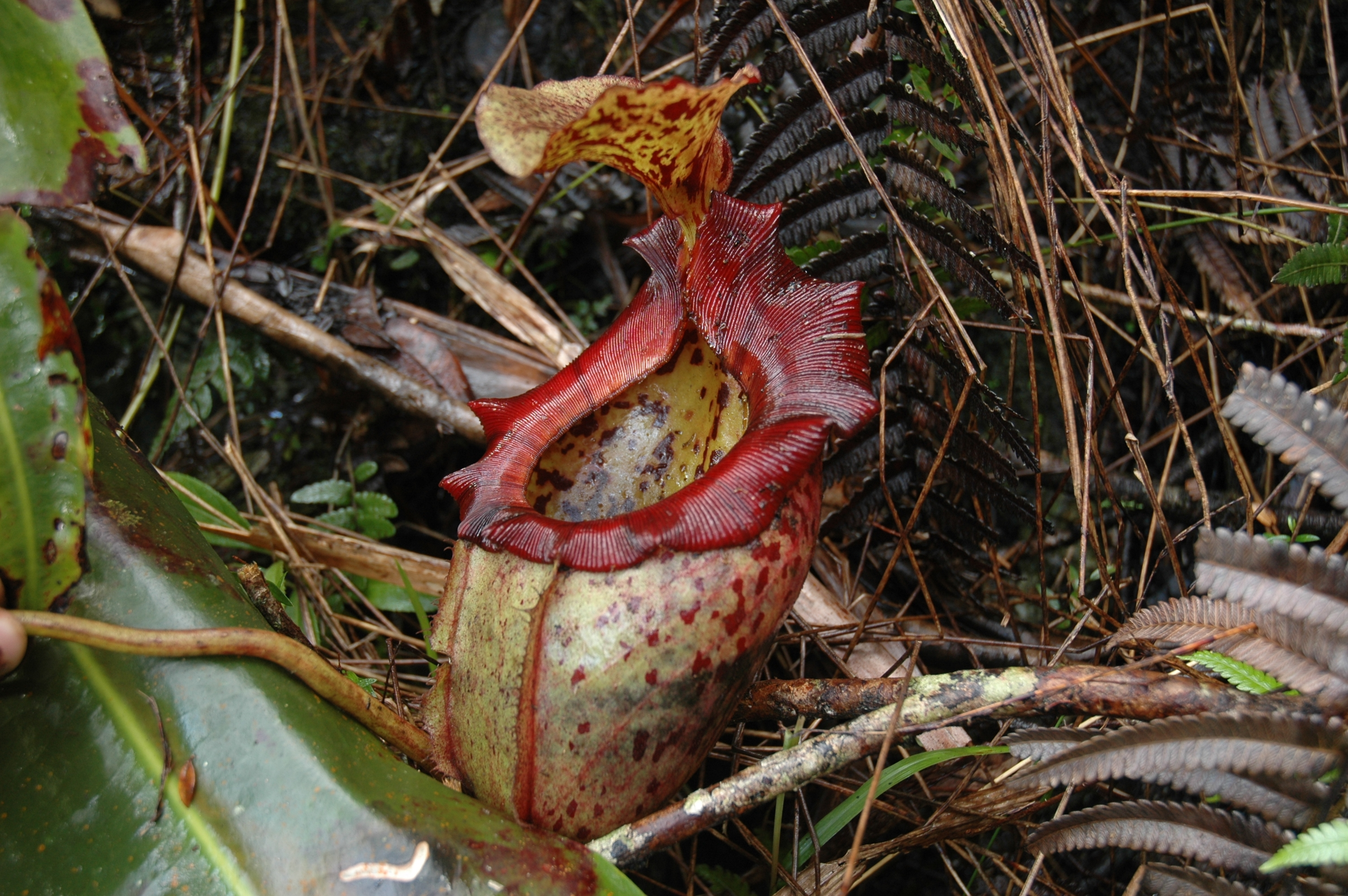
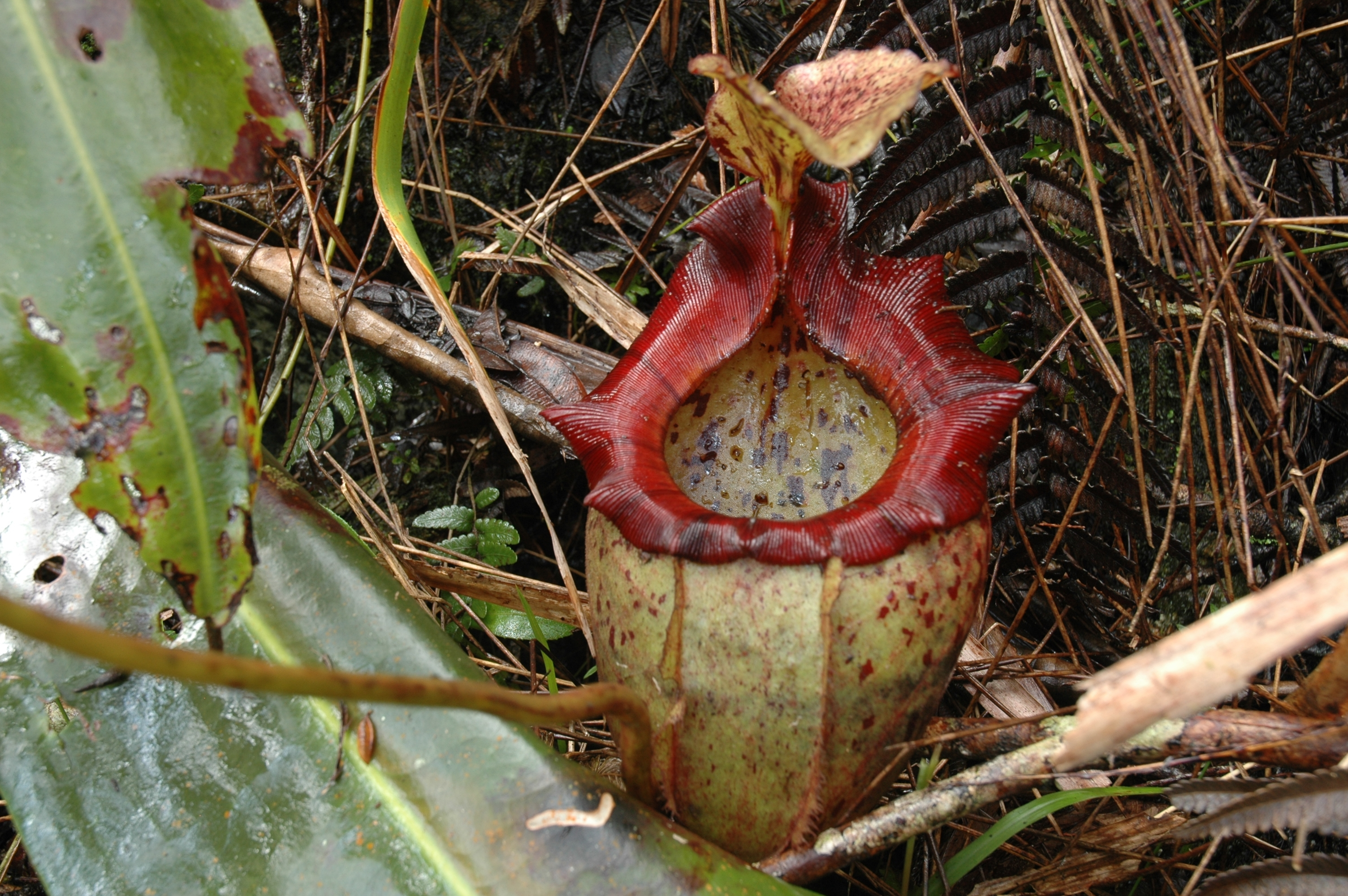
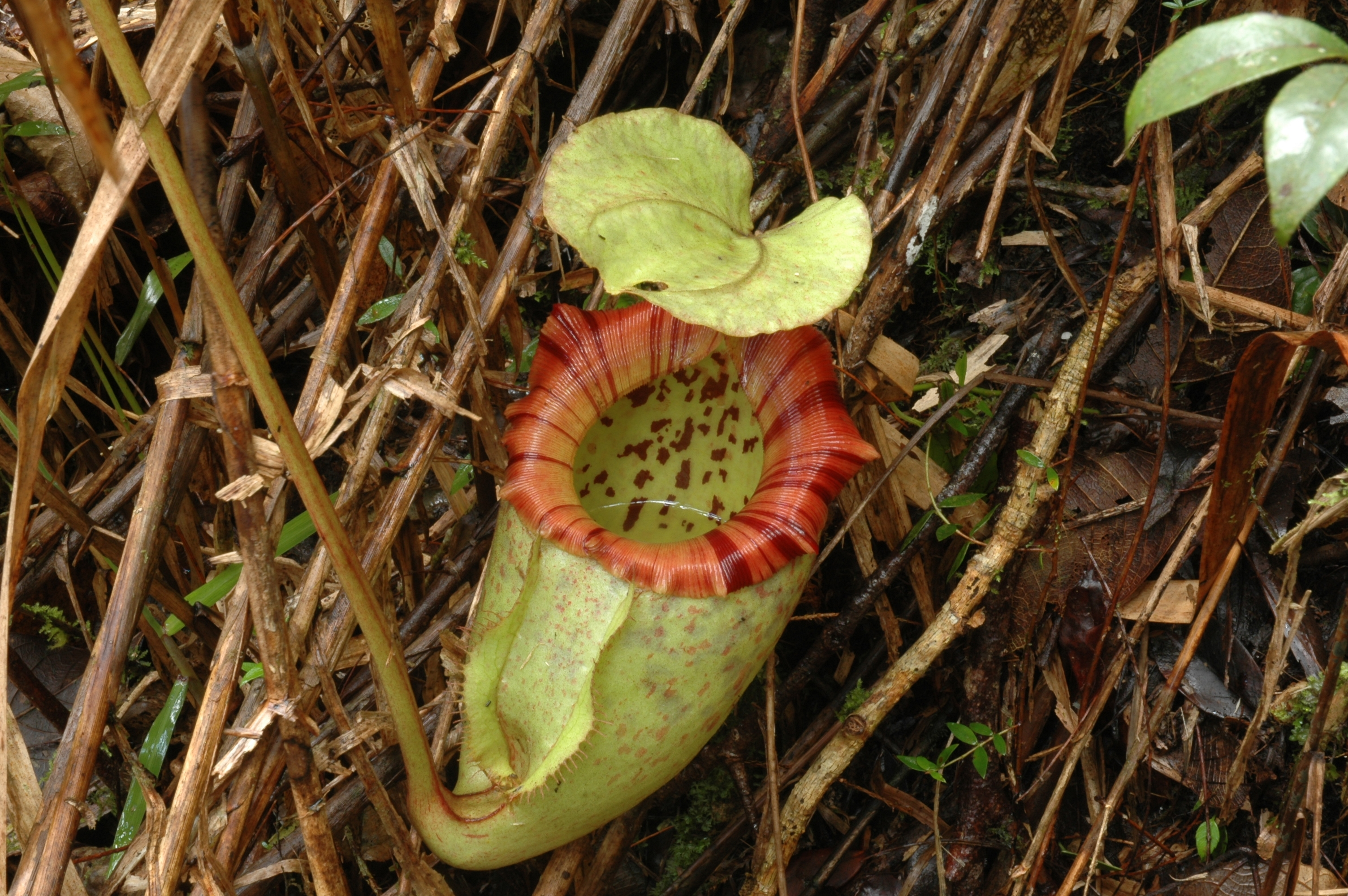
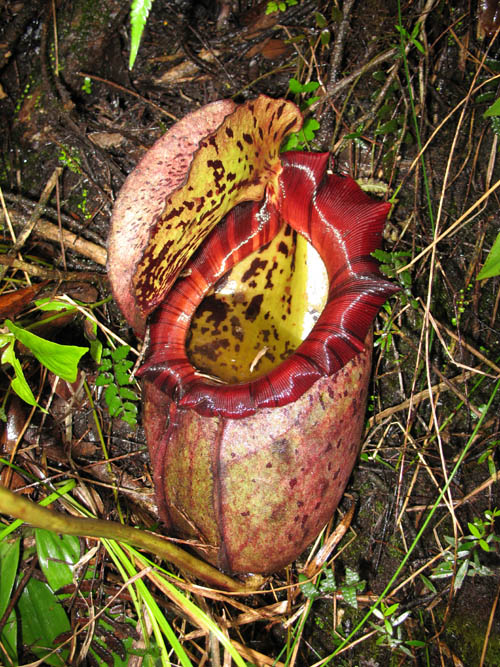
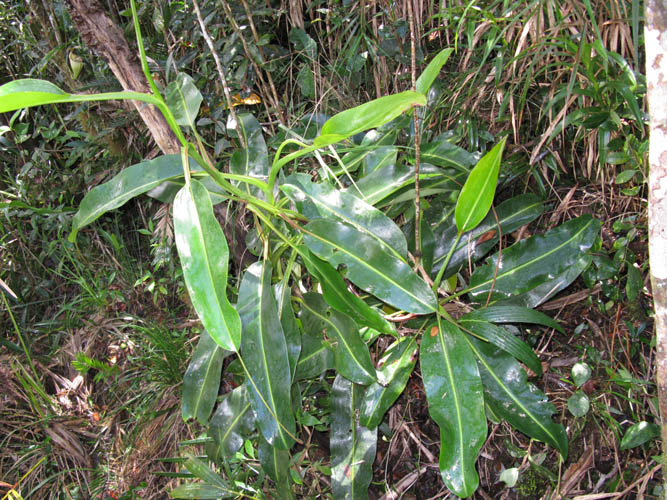

## 扩展阅读
- 食虫植物照片搜寻引擎中阿里猪笼草的照片 （页面存档备份，存于）

 维基共享资源上的相關多媒體資源：阿里猪笼草
 維基物種上的相關：阿里猪笼草